# Luis Almodóvar Navarro
Luis Almodóvar Navarro (Asp, Vinalopó Mitjà, 1888 - Milà, Itàlia, 1961) fou un baríton valencià.
Va estudiar cant als conservatoris de Madrid i Milà. L'any 1916 debutà com a cantant al Teatro Real de Madrid. El 1925 cantà Por una mujer de Lambert al Teatre Tívoli de Barcelona. Actuà a tot el territori espanyol formant part de la Compañía Lírica Nacional, presentant sarsueles i comèdies musicals.